# 大天頂望遠鏡
大天頂望遠鏡（だいてんちょうぼうえんきょう、Large Zenith Telescope、LZT）とは大形の天頂望遠鏡である。バンクーバーの東70kmに位置するブリティッシュコロンビア大学のMalcolm Knapp演習林に設置されていた。
天頂望遠鏡は方角が固定されているので観測には不利であるが、主鏡には水銀を回転させることで生成される放物面を利用することができるため単純である。従来の反射鏡よりも大型化が可能で集光力に優れる。
LZTは口径6.0mの液体鏡である。世界最大級の光学望遠鏡の一つであるが廉価である。
LZTは三角法により地球の自転による移動を撮像素子の移動で補っていた。
しかし、設置場所の気候が天体観測には不向きだったこともあり、2016年に廃止された。